# Otto Lasch
Otto Lasch (* 25. Juni 1893 in Pleß, Oberschlesien; † 28. April 1971 in Bad Godesberg) war ein deutscher General der Infanterie im Zweiten Weltkrieg.

## Leben
Der Sohn des Oberforstmeisters des Fürsten Pless trat nach dem Abitur 1914 als Offizieranwärter in das Jäger-Bataillon „Fürst Bismarck“ (Pommersches) Nr. 2 in Kulm ein, mit dem er am Ersten Weltkrieg teilnahm. Zum Ende des Krieges wurde er als Fliegerbeobachter eingesetzt und nach 1918 im Grenzschutz Ost.
Nach 1920 diente Lasch zunächst in der Sicherheitspolizei, bis er 1935 in die Wehrmacht übernommen wurde. Nachdem er ein Bataillon und das Infanterieregiment 43 befehligt hatte, war er 1942/43 Kommandeur der 217. Infanterie-Division. Nach der Überführung der 217. Infanterie-Division in die 349. Infanterie-Division, übernahm Lasch diese bis September 1944. Anschließend befehligte er kurz bis November 1944 als Kommandierender General das LXIV. Armeekorps, das der 19. Armee unterstand und unter anderem im Elsass eingesetzt wurde. Anschließend wurde er Befehlshaber im Wehrkreis I (Königsberg).
Nach der Einschließung Königsbergs durch die Rote Armee wurde Lasch Ende Januar 1945 zum Kommandanten der zur Festung erklärten Stadt ernannt. Mit drei angeschlagenen Divisionen sollte er sie gegen 36 Divisionen des Gegners verteidigen. Am 31. Januar 1945 kesselte die Rote Armee Königsberg endgültig ein.
Lasch drängte Erich Koch, den Gauleiter der NSDAP, Reichsverteidigungskommissar und Chef des Volkssturms im Gau Ostpreußen, der zugleich Reichsstatthalter und Oberpräsident der Provinz Ostpreußen war, mehrmals dazu, das in Schutt und Asche liegende Königsberg den sowjetischen Truppen zu übergeben. Koch lehnte dies stets mit der Begründung ab, dass Lasch Soldat sei und als solcher zu kämpfen habe („Man kapituliert doch nicht so ohne weiteres! Kapitulation ist eine Frage der Ehre!“). Am 6. April 1945 begann die Schlacht um Königsberg. Lasch kapitulierte am Abend des 9. April, als sowjetische Soldaten vor seinem Befehlsbunker, dem sogenannten Lasch-Bunker am Paradeplatz auftauchten. Dafür wurde er von Hitler in Abwesenheit degradiert und wegen Feigheit vor dem Feind zum Tode verurteilt. Auslöser dieses Verfahrens soll ein Telegramm Kochs gewesen sein, mit dem Wortlaut: „Der Befehlshaber von Königsberg, Lasch, hat einen Augenblick meiner Abwesenheit aus der Festung benutzt, um feige zu kapitulieren. Ich kämpfe im Samland und auf der Nehrung weiter.“
Laschs Frau und die beiden Töchter wurden in Dänemark bzw. in Berlin verhaftet und in Sippenhaft genommen; nach Kriegsende kamen sie wieder frei.
Lasch selbst geriet in sowjetische Kriegsgefangenschaft und kam in zahlreiche Gulag-Lager. 1948 wurde er zu 25 Jahren Arbeitslager verurteilt und nach Workuta verbracht. Ende Oktober 1955 kehrte er mit dem sogenannten Amnestiertentransport in die Bundesrepublik Deutschland zurück. In seinem Buch über den Untergang Königsbergs stützte er sich auf die Unterlagen von Kurt Dieckert.
Der Lasch-Bunker in Kaliningrad kann als Außenstelle des Kaliningrader Museums für Geschichte und Kunst besichtigt werden.

## Werke
- So fiel Königsberg. Kampf und Untergang von Ostpreußens Hauptstadt. Gräfe und Unzer Verlag. München 1958. Neuauflagen 1959 und 1994. Motorbuch Verlag. ISBN 3-87943-435-2.
- Zuckerbrot und Peitsche. Ilmgau Verlag. Pfaffenhofen/Ilm 1965. (Bericht über die Kriegsgefangenschaft)

## Auszeichnungen
- Eisernes Kreuz (1914) II. und I. Klasse
- Ritterkreuz des Eisernen Kreuzes mit Eichenlaub[4]
  - Ritterkreuz  am 17. Juli 1941
  - Eichenlaub am 10. September 1944  (578. Verleihung)
- Nennung im Wehrmachtbericht